# King Krule
King Krule, pseudonimo di Archy Ivan Marshall (Londra, 24 agosto 1994), è un cantante e musicista britannico.

## Biografia
Si è formato presso la BRIT School dal 2008 al 2011, periodo in cui ha inciso anche alcuni singoli con lo pseudonimo Zoo Kid. Nel luglio 2011 si è esibito per la prima volta col "nickname" King Krule in Francia. L'eponimo EP di debutto King Krule è stato diffuso nel novembre dello stesso anno. Il suo pseudonimo è ispirato al film di Elvis Presley La via del male (King Creole).
Nel dicembre 2012 viene inserito nell'annuale sondaggio della BBC Sound of....
Nell'agosto 2013 pubblica il suo primo album in studio 6 Feet Beneath the Moon, diffuso da True Panther Sounds in Nord America e da XL Recordings nel resto del mondo.
Nel dicembre 2015 pubblica l'album A New Place 2 Drown con il suo nome vero Archy Marshall.
Ritorna all'uso dello pseudonimo per il brano Czech One, uscito nell'agosto 2017 per anticipare il suo terzo disco The OOZ, pubblicato nell'ottobre seguente.

## Stile e influenze
Nella sua produzione King Krule adotta un insolito mix di generi musicali apparentemente distanti tra loro. La sua musica può essere descritta con alcuni derivati del jazz come il punk jazz e il jazz fusion, con elementi di darkwave, post-punk e hip hop.
Tra le sue influenze artistiche vi sono Gonjasufi, Morrissey, Elvis Presley, Gene Vincent, Fela Kuti, J Dilla, Edwyn Collins e Tom Waits.

## Discografia

### Album in studio
- 2013 – 6 Feet Beneath the Moon
- 2015 – A New Place 2 Drown (come Archy Marshall)
- 2017 – The OOZ
- 2020 – Man Alive!
- 2023 – Space Heavy

### Album live
- 2018 – Live on the Moon
- 2021 – You Heat Me Up, You Cool Me Down

### EP
- 2011 – King Krule
- 2024 – SHHHHHHH!